# Eagle Island
Pour les articles homonymes, voir Eagle Island (homonymie).
Eagle Island (en irlandais : Oileán sa Tuaidh) est une île située dans le comté de Mayo, en Irlande. 

## Toponymie
Le nom de l'île est composé des mots anglais eagle « aigle » et island « île ».

## Géographie
L'île se trouve à l'extrémité nord de la péninsule de Mullet, dans la baronnie d'Erris, à une dizaine de kilomètres au nord-ouest du village de Belmullet, dans le nord-ouest de l'Irlande.

## Climat
Eagle Island possède un climat océanique (classification de Köppen Cfb).

## Histoire
Dans les années 1830, deux phares sont construits pour répondre aux demandes des garde-côtes irlandais,.

## Démographie
| 1841 | 1851 | 1861 | 1871 | 1881 | 1891 | 1901 | 1911 |
| ---- | ---- | ---- | ---- | ---- | ---- | ---- | ---- |
| 15   | 10   | 22   | 17   | 15   | 22   | 3    | 3    |

| 1926 | 1936 | 1946 | 1951 | 1956 | 1961 | 1966 | 1971 |
| ---- | ---- | ---- | ---- | ---- | ---- | ---- | ---- |
| 0    | 8    | 3    | 3    | 4    | 3    | 4    | 3    |

| 1979 | 1981 | 1986 | 1991 | 1996 | 2002 | 2006 | - |
| ---- | ---- | ---- | ---- | ---- | ---- | ---- | - |
| 3    | 3    | 3    | 0    | 0    | 0    | 0    | - |